# Menhire von Kerscaven
Die Menhire von Kerscaven 1–3 stehen nordöstlich von Penmarch in der Cornouaille im Département Finistère in der Bretagne in Frankreich.

## Menhire
Der Menhir Kerscaven 1 (auch La Vierge (deutsch „die Jungfrau“), Menhir de Perinaguen, Deuxième menhir de Kerscaven, Menhir sud de Kerscaven oder Penmarc’h genannt) steht mitten in einem Feld und ist mit etwa 8,0 m (Höhenangaben schwanken stark) der größte. Seine Erosionsrillen wirken wie Gewandfalten. (47° 49′ 7,3″ N, 4° 19′ 22,8″ W)
Der Menhir Kerscaven 2 (auch Premier menhir de Kerscaven, Menhir nord de Kerscaven, menhir de Lestridiou oder Menhir de l’évêque (deutsch „der Bischof“) genannt) ist etwa 7,0 m hoch und 6,0 m breit. Sein Beiname kommt von seiner an eine Mitra erinnernde Form.(47° 49′ 12,4″ N, 4° 19′ 17,8″ W)

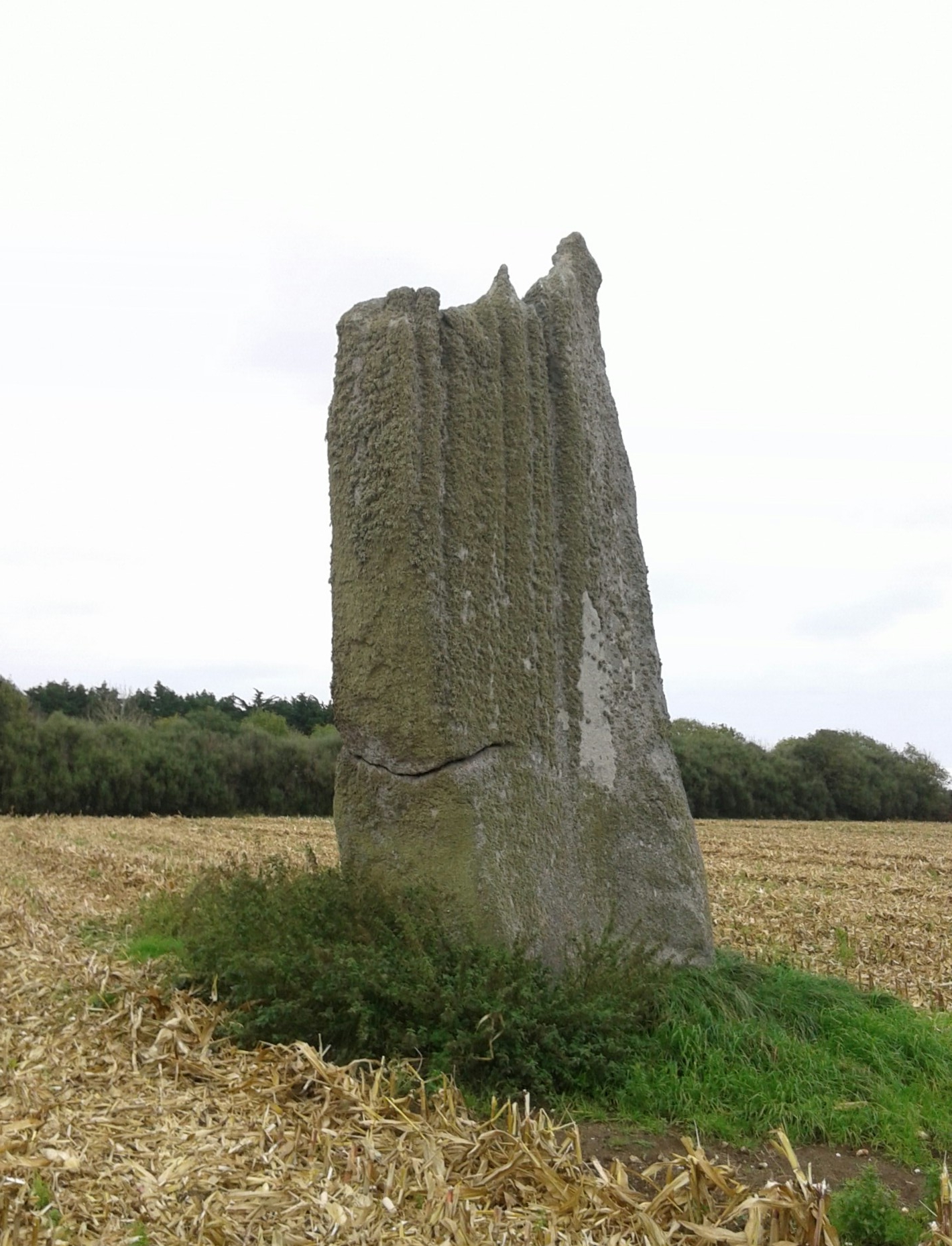
Kerscaven 1 – die Jungfrau
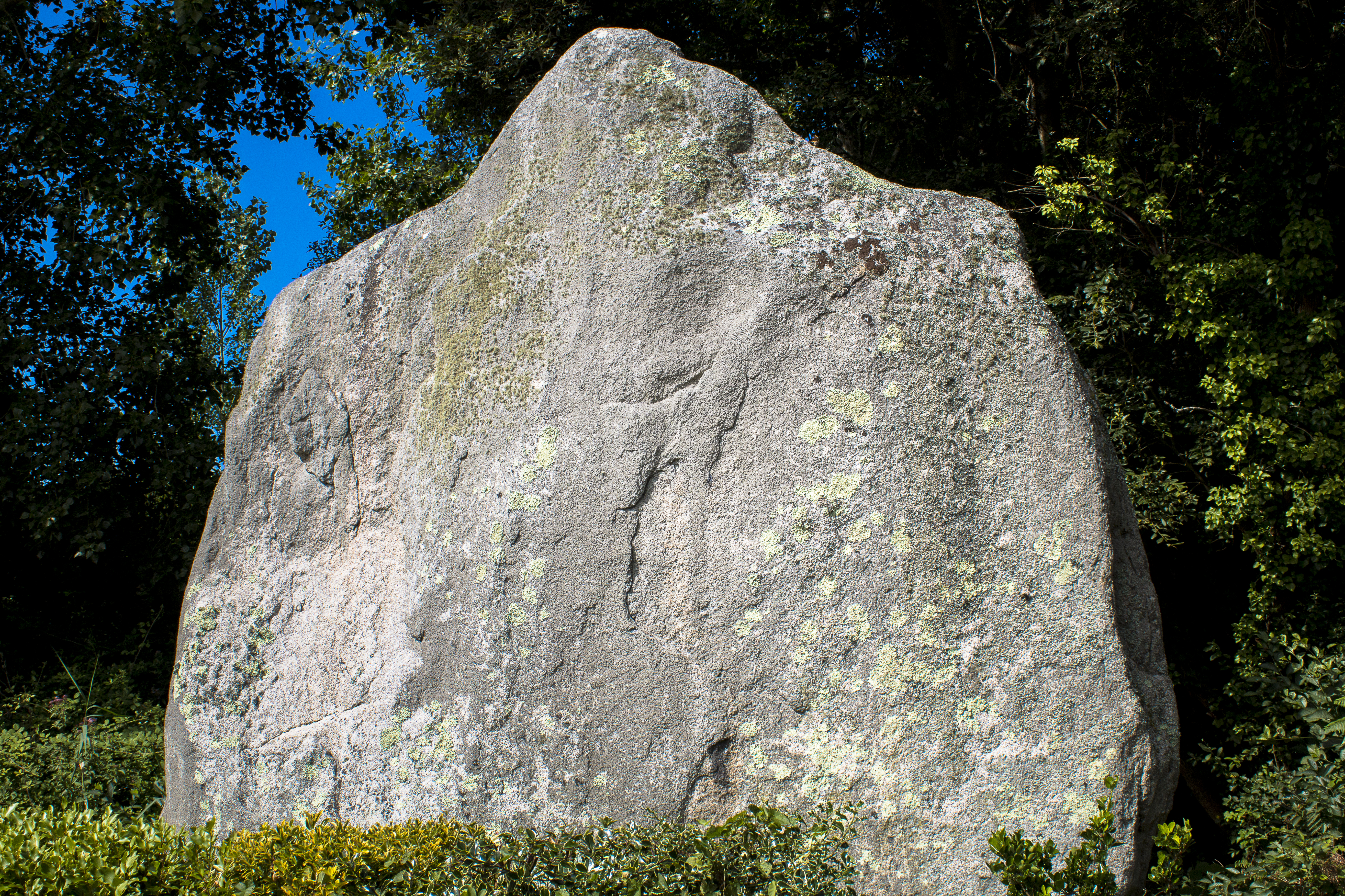
Kerscaven 2 – der Bischof

Der Menhir Kerscaven 3 steht etwa 250 m nordwestlich des Menhir Kerscaven 1 und ist teilweise von der Vegetation verdeckt. Es ist 2,5 m hoch und wurde wahrscheinlich begradigt. (47° 49′ 8,8″ N, 4° 19′ 28,6″ W)